# Sometimes a Memory Ain't Enough
Albums de Jerry Lee Lewis
The Session...Recorded in London with Great Artists
(1973) Southern Roots: Back Home to Memphis
(1973)
Sometimes a Memory Ain't Enough est un album de Jerry Lee Lewis, enregistré sous le label Mercury Records et sorti en 1973.

## Liste des chansons
1. Sometimes a Memory Just Ain't Enough (Stan Kesler)
2. Ride Me Down Easy (Billy Joe Shaver)
3. Mama's Hands (Dycus/Kingston)
4. What My Woman Can't Do (George Jones/Earl Montgomery/Billy Sherrill)
5. My Cricket and Me (Leon Russell)
6. I'm Left, Your Right, She's Gone (Kesler/Taylor)
7. Honky Tonk Wine (Mack Vickery)
8. Falling to the Bottom
9. Think I Need To Pray (Cecil Harrelson/Bill Taylor)
10. Mornin' After Baby Left Me (Ray Griff)
11. Keep Me from Blowing Away (Paul Craft)

## Source de la traduction
- (en) Cet article est partiellement ou en totalité issu de l’article de Wikipédia en anglais intitulé « Sometimes a Memory Ain't Enough » (voir la liste des auteurs).